# 冉正品
冉正品（？—？），清朝官員，本籍四川。吏員出身。

## 生平
冉正品於1846年（道光26年）接替宓惟康，任臺灣府淡水廳艋舺縣丞一職，是大臺北地區的地方父母官。